# Livre V des Éléments d'Euclide

Le livre V des Éléments d'Euclide s'appuie sur les travaux d'Eudoxe de Cnide. Il est remarquable par son abstraction et la puissance des outils qu'il développe. Il permet de traiter les rapports de quantités irrationnels, en se ramenant à des comparaisons de rapports de quantités rationnels. Il permettra par exemple dans le livre VI de comparer les aires de figures, alors même que ces figures ne possèdent pas de côtés comparables rationnellement. Par certains aspects, il évoque la définition des nombres réels que Dedekind donnera 2 000 ans plus tard, au moyen de coupures de rationnels.
Il comporte :
- 20 définitions
- 25 propositions

## Les définitions
Le livre V permet de comparer deux grandeurs de même nature entre elles (deux longueurs, deux aires planes...). En aucun cas, il n'est permis de faire le rapport de deux grandeurs de nature différente (une longueur divisée par une aire). La déf.3 définit ce qu'est la raison de deux telles grandeurs : une raison est une certaine manière d'être de deux grandeurs homogènes entre elles, suivant la quantité. Sous forme algébrique moderne, nous aurions tendance à voir une raison comme le nombre réel égal au quotient des deux grandeurs, mais c'est ici une vision totalement anachronique. Au temps d'Euclide, la raison n'est pas conçue comme un nombre, mais comme une certaine relation permettant de comparer deux grandeurs. Là où nous dirions {\displaystyle a={\sqrt {5}}b}, un exemple typique de formulation chez Euclide consiste à dire : le carré de a est au carré de b ce que 5 est à 1. D'où la déf.4 : une proportion est une identité de raisons. On trouve de telles formulations jusqu'au XVIIe   ou   XVIIIe siècle. Ainsi Pascal écrit-il, dans son Traité sur la pesanteur de l'air : « J'ai supposé que le diamètre est à la circonférence, comme 7 à 22 ».
Pour définir la raison entre deux grandeurs, elles doivent pouvoir se surpasser l'une l'autre, autrement dit, on suppose que l'axiome d'Archimède s'applique à elles (déf.5).
On compare alors les raisons entre elles de la façon suivante (déf.6) : des grandeurs sont dites être en même raison, la première à la seconde, et la troisième à la quatrième, lorsque des équimultiples quelconques de la première et de la troisième, et d'autres équimultiples quelconques de la seconde et de la quatrième sont tels que les premiers équimultiples surpassent, chacun à chacun, les seconds équimultiples, ou leur sont égaux à la fois, ou plus petits à la fois. Ainsi, soit la raison a/b à comparer à la raison c/d. n et m étant des entiers quelconques, on dira que les deux raisons sont les mêmes si na > mb équivaut à nc > md. Nous dirions aujourd'hui que a/b = c/d si et seulement si, pour tout rationnel m/n, a/b > m/n équivaut à c/d > m/n. Mais Euclide parvient à un type de comparaison analogue, sans faire appel à des notions numériques, qui n'existent pas à l'époque.
De même, Euclide dit (déf.8) que la raison a/b est plus grande que la raison c/d s'il existe deux entiers n et m tels que na > mb, alors que nc < md. Nous dirions que a/b > m/n > c/d, mais là aussi, cette vision moderne est anachronique. 
Les dernières définitions sont relatives à des manipulations sur les raisons (raison alterne (déf.14), raison inverse (déf.15), etc.)

## Les propositions
Bien que les raisonnements d'Euclide soient purement géométriques, nous aurons recours à des notations algébriques permettant d'abréger les formulations des énoncés. Les lettres a, b, c... désigneront des grandeurs, les lettres n, m des entiers. Rappelons que cette notation algébrique n'est qu'un accommodement que nous adoptons et qui n'est pas utilisé par Euclide. Les propositions traitent des questions suivantes :
- distributivité du produit par rapport à la somme. La prop.1 énonce essentiellement que {\displaystyle ka_{1}+ka_{2}+...+ka_{n}=k(a_{1}+...+a_{n})}. On peut l'interpréter comme une règle de distributivité du produit par rapport à la somme, à rapprocher de la même règle de la prop.1 du Livre II des Éléments d'Euclide, mais les règles sont de nature différente, bien qu'algébriquement semblables. Dans le livre II, le produit se traduit sous forme d'aire de rectangles, autrement dit, on ne traite que les longueurs, alors qu'ici, il s'agit de multiples entiers de grandeurs quelconques (longueurs, aires, volumes...). La prop.2 traite le cas d'une somme d'entiers multipliée par des grandeurs. Les prop.5 et 6 énoncent des résultats comparables en ce qui concerne la différence. La prop.3 énonce essentiellement que m(na) = (mn)a.

- Propriétés de l'égalité des raisons. Un certain nombre de règles relatives à la comparaison des raisons sont prouvées : si a/b est la même raison que c/d, alors pour tout entier n et m, na/mb a même raison que nc/md (prop.4 et 15). a/b a même raison que c/b si et seulement si a = c, et de même, a/b = a/c si et seulement si b = c (prop.7, 9). Si a est supérieur à b, alors a/c est plus grande que b/c (prop.8 et 10) et réciproquement, ce que nous pourrions appeler, compatibilité de l'inégalité des raisons avec l'inégalité des grandeurs. Les prop.11, 13, 14, 20, 21, 22, 23 énoncent diverses propriétés de transitivité relatives à l'égalité ou l'inégalité des raisons. La prop.12 énonce que, si {\displaystyle a_{1}/b_{1}}, {\displaystyle a_{2}/b_{2}}, ..., {\displaystyle a_{n}/b_{n}} sont des raisons égales, alors cette raison est égale à la raison de {\displaystyle {\frac {a_{1}+\cdots +a_{n}}{b_{1}+\cdots +b_{n}}}}, des variantes étant données par la prop.24.

- Manipulation sur les raisons. Si a/b = c/d, alors a/c = b/d (prop.16). Si a/b = c/d, alors (a-b)/b = (c-d)/d (prop.17) et de même avec une somme (prop.18 et 19). Si a/b = c/d, avec a la plus grande des grandeurs, et d la plus petite, alors a+d est plus grand que b+c (prop.25).